# Білорусь на Євробаченні Юних Музикантів
Білорусь дебютувала на Євробаченні Юних Музикантів у 2010 році.

## Учасники
| Рік                               | Місце проведення | Учасник              | Інструмент | Фінал | Півфінал |
| --------------------------------- | ---------------- | -------------------- | ---------- | ----- | -------- |
| 2010                              | Відень           | Іван Каризна         | Віолончель | -     | -        |
| 2012                              | Відень           | Олександра Дзенісеня | Цимбали    | -     | -        |
| Не брала участі в 2014-2024 роках |                  |                      |            |       |          |